# Ménilles
Ménilles là một xã thuộc tỉnh Eure trong vùng Normandie miền bắc nước Pháp.

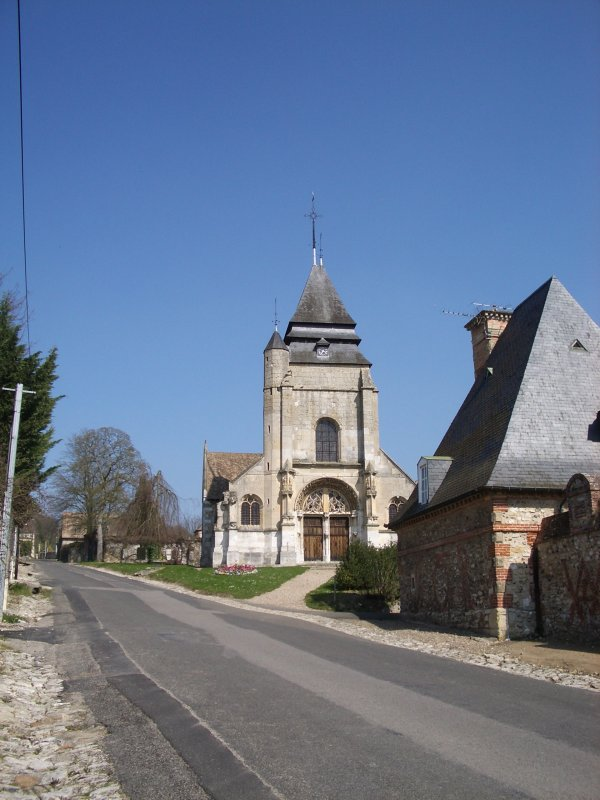
Ménilles church

## Huy hiệu
| Arms of Ménilles | The arms of Ménilles are blazoned: Gules, 6 billets Or. |